# NGC 6903
NGC 6903 is een elliptisch sterrenstelsel in het sterrenbeeld Steenbok. Het hemelobject werd op 14 juli 1830 ontdekt door de Britse astronoom John Herschel.

## Ecliptica
Het stelsel NGC 6903 bevindt zich betrekkelijk dicht bij de Ecliptica, hetgeen betekent dat het, gezien vanaf de Aarde, regelmatig bezoek krijgt van de planeten van het Zonnestelsel, alsook bedekt kan worden door de Maan.

## Synoniemen
- ESO 596-29
- MCG -3-52-3
- PGC 64607